# Amphianthus michaelsarsi
Amphianthus michaelsarsi är en havsanemonart som beskrevs av Oscar Henrik Carlgren 1934. Amphianthus michaelsarsi ingår i släktet Amphianthus och familjen Hormathiidae. Inga underarter finns listade i Catalogue of Life.